# 静岡市農業協同組合
静岡市農業協同組合（しずおかしのうぎょうきょうどうくみあい）は、静岡県静岡市駿河区に本店を置く農業協同組合。略称はJA静岡市。

## 概要

### 管轄地域
- 静岡市葵区
- 静岡市駿河区

※清水区はJAしみずが管轄している。

### 沿革
- 1992年 - 静岡市内にあった静岡市、安倍、静岡市千代田、城北、静岡市長田の5農協が合併し発足。

### マスコットキャラクター
- こうふくろうず
  - いぶくろう - 食生活をつかさどる緑色のフクロウ系の妖精
  - ちえふくろう - 生産をつかさどる赤色のフクロウ系の妖精
  - ふくふくろう - 皆の幸せをつかさどるオレンジ色のフクロウ系の妖精

## 事業内容
- 営農事業
- 経済事業
- 販売事業
- 金融事業
- 共済事業
- 不動産産事業
- 高齢者福祉事業

## 管内の主な産物
- ミカン
- イチゴ
- モモ
- イチジク
- バラ
- キク
- トルコギキョウ
- ガーベラ
- シイタケ
- タケノコ
- 葉しょうが
- ワサビ
- 茶